# Ribje palčke
Ríbje pálčke so industrijsko narejeni zamrznjeni kosi kuhanega in paniranega ribjega mesa, pripravljeni za peko ali cvrenje.

## Zgodovina
Pojavile so se v zgodnih 50-ih letih dvajsetega stoletja v Veliki Britaniji in ZDA. Njihovemu pojavu so botrovali iznajdba zamrzovalnikov, gradnja supermarketov in učinkovitejši ribolov. Bile so privlačna izbira za ženske, ki so opuščale gospodinjenje. Z njimi so tudi našli način, kako prodati ribe, ki so bile že na morju predelane in zamrznjene. V ZDA so bile dražje od zamrznjenih ribjih filetov, ki pa niso bili predkuhani in panirani, in predstavniki proizvajalcev so prepričevali kupce, da ribje palčke privarčujejo čas in denar. V Britaniji so bile predstavljene kot produkt, pri katerem se ni treba ukvarjati s kostmi, odpadki in vonjem. S povečevanjem števila proizvajalcev so morali ti zmanjševati stroške, zato je kvaliteta palčk upadala. Če so npr. inšpektorji zavrnili določeno pošiljko zamrznjenih rib, se je ta le prestavila v drug obrat. Ameriški zakonodajalci so v 50-ih podpirali prodajo palčk in vključevanje le teh v šolsko prehrano zaradi pomoči komercialnemu ribolovu, ki se je soočalo z recesijo, in pa zaradi naraščajoče konkurence iz tujine.

## Oglaševanje
Leta 1967 je v oglaševalskih kampanjah začela nastopati maskota, ostareli kapitan ladje, imenovan Captain Birds Eye, ki mu je v nekaterih delih Evrope ime Captain Iglo.

## Pomisleki glede kvalitete, okusa, cene in vpliva na zdravje
Nekateri opozarjajo, da je hrana s ceneno panado, polepšano s kurkumo, dvakrat dražja od svojih običajih različic. Na trgu so vegeterijanski posnetki ribjih palčk, ki so dražji od pravih ribjih palčk, in imajo ribe nadomeščene s poceni sestavinami. Njihovim proizvajalcem je bilo očitano, da lahko visoko ceno določijo le zaradi tega, ker so ljudje pripravljeni plačati več za hrano, ki naj bi bila bolj zdrava in prijazna okolju.
Zveza potrošnikov Slovenije je zapisala, da so ribje palčke ljudem všeč zaradi enostavne priprave in energijsko bogate panade, vendar vsebujejo največ 65% rib ter manj beljakovin in več maščob v primerjavi z običajnimi ribami. Zaradi tega je cena le na videz ugodna in kupci preplačujejo panado s cenenimi sestavinami. Opazila je tudi preveliko vsebnost soli, njeni ocenjevalci pa so pri nekaterih vzorcih pritoževali nad okusom, ki ni ribji, ampak prazen, moknat in voden.
Različice nekaterih znamk za vzhodni evropski trg vsebujejo manj ribjega mesa od tistih za zahodnega, vendar ga imajo ribje palčke po vsej Evropi le okoli 60 % ali manj.

## Odločitve pristojnih organov

### Zavajajoča oznaka porekla
Avstralska komisija za konkurenco in potrošnike (Australian Competition & Consumer Commission) je leta 2020 sporočila, da je od podjetja Simplot Australia Pty Ltd, ki prodaja tudi ribje palčke znamke Birds Eye, zahtevala, da mora oznako »narejeno v Avstraliji« zamenjati z oznako »pakirano v Avstraliji«, saj so bile ribe uvožene tudi iz Nove Zelandije, ZDA in Južnoafriške republike.